# Codex Dublinensis
Kodeks Dubliński, łac. Codex Dublinensis albo Codex Dublinensis Rescriptus (Gregory-Aland no. Z albo 035) – grecki kodeks uncjalny Nowego Testamentu, przekazujący fragmenty Ewangelii Mateusza. Zawiera również fragment Księgi Izajasza w przekładzie Septuaginty (O lub 918 w numeracji Rahlfsa). Paleograficznie datowany jest na VI wiek. Jest palimpsestem, zachował się we fragmentarycznym stanie, jego tekst cieszy się zainteresowaniem ze strony krytyków tekstu i jest cytowany w krytycznych wydaniach greckiego Nowego Testamentu oraz Septuaginty.
Kodeks przechowywany jest w Trinity College (K 3.4), w Dublinie .

## Opis
Kodeks zawiera fragmenty tekstu Ewangelii Mateusza na 32. pergaminowych kartach (27 na 20 cm). Tekst pisany jest jedną kolumną na stronę, 21 linijek w kolumnie, 27 liter w linijce , wielką, atrakcyjną i bardzo precyzyjną uncjałą. Tekst jest pisany metodą scriptio continua, bez przerw między wyrazami, skróty są rzadko stosowane. Litery są większe niż w kodeksach Alexandrinus i Vaticanus, mniejsze niż w kodeksie Petropolitanus purpureus, tej samej wielkości co w Nitriensis. Tekst nie stosuje przydechów ani akcentów. Litera alfa oraz my mają bardzo szczególne kształty, my wygląda jak odwrócone Π. Litera delta nie ma prowadzących w dół kresek lub punktów, litery iota, tau oraz gamma mają prosty kształt, bez dodatkowych kresek oraz punktów. Pi jest nadzwyczaj wielkie. Występuje błąd itacyzmu, np. dyftong αι mylony jest z ε, a ι mylone jest z ει.
Na marginesach tekst został podzielony według Sekcji Ammoniusza, ale nie ma odniesień do Kanonów Euzebiusza. Cytaty starotestamentowe oznakowane zostały znakiem >.

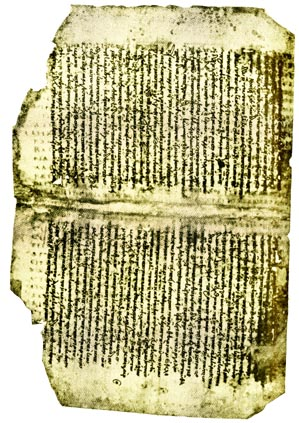
Obecny wygląd po odbarwieniu przez chemikalia w 1853

Do dziś zachowały się następujące partie Ewangelii Mateusza:
1,17-2,6; 2,13-20; 4,4-13; 5,45-6,15; 7,16-8,6; 10,40-11,18; 12,43-13,11; 13,57-14,19; 15,13-23; 17,9-17; 17,26-18,6; 19,4-12. 21-28; 20,7-21,8; 21,23-30; 22,16-25; 22,37-23,3; 23,15-23; 24,15-25; 25,1-11; 26,21-29. 62-71.
Wszystko to stanowi mniej niż 15% Ewangelii Mateusza .
Ten sam rękopis zawiera również osiem kart z partiami Księgi Izajasza (30,2-31,7; 36,19-38,2) w przekładzie Septuaginty. Teksty te mają późniejsze pochodzenie niż Ewangelia Mateusza. Uncjała została starta i nadpisana nowym minuskułowym tekstem. Kodeks jest palimpsestem. Górny tekst zawiera teksty patrystyczne sporządzone pismem minuskułowym, zawierającym homilię Grzegorza z Nazjanzu. Karty zostały przedtem zgięte w pół.

## Tekst kodeksu
Grecki tekst kodeksu przekazuje tekst aleksandryjski, z licznymi obcymi naleciałościami. Tekst aleksandryjski kodeksu jest w bliskiej relacji do Kodeksu Synajskiego.
Kurt Aland dał mu profil tekstualny 31, 51/2, 112, 2S, co oznacza, że 3 razy wspiera tekst bizantyński przeciwko oryginalnemu, 5 razy zgodny jest z tekstem bizantyńskim i oryginalnym, 11 razy wspiera tekst oryginalny przeciwko bizantyńskiemu, posiada ponadto 2 sobie właściwe warianty. Aland zaklasyfikował go do Kategorii III. Oznacza to, że tekst rękopisu zawiera dużo starożytnych wariantów i jest przydatny w rekonstrukcji oryginalnego tekstu.
Tekst Septuaginty reprezentuje recenzję hezychiańską.
W Mt 1,20 stosuje wariant Μαριαμ zamiast Μαριαν. Wariant kodeksu wspierany jest przez 01, 04, 05, 032, 038, f13. Krytycy tekstu uważają ten wariant za błędny.
W Mt 1,25 stosuje krótką lekcję z wariantem ετεκεν υιον (urodziła syna), wariant jest wspierany przez 01, 03, 071, f1, f13, 33 i niektóre minuskuły. Większość rękopisów stosuje wariant ετεκεν τον υιον αυτης τον πρωτοτοκον (urodziła syna swego pierworodnego), a jest on wspierany przez: 04, 05, 019, 032, 087 oraz rękopisy tradycji bizantyńskiej.

## Historia

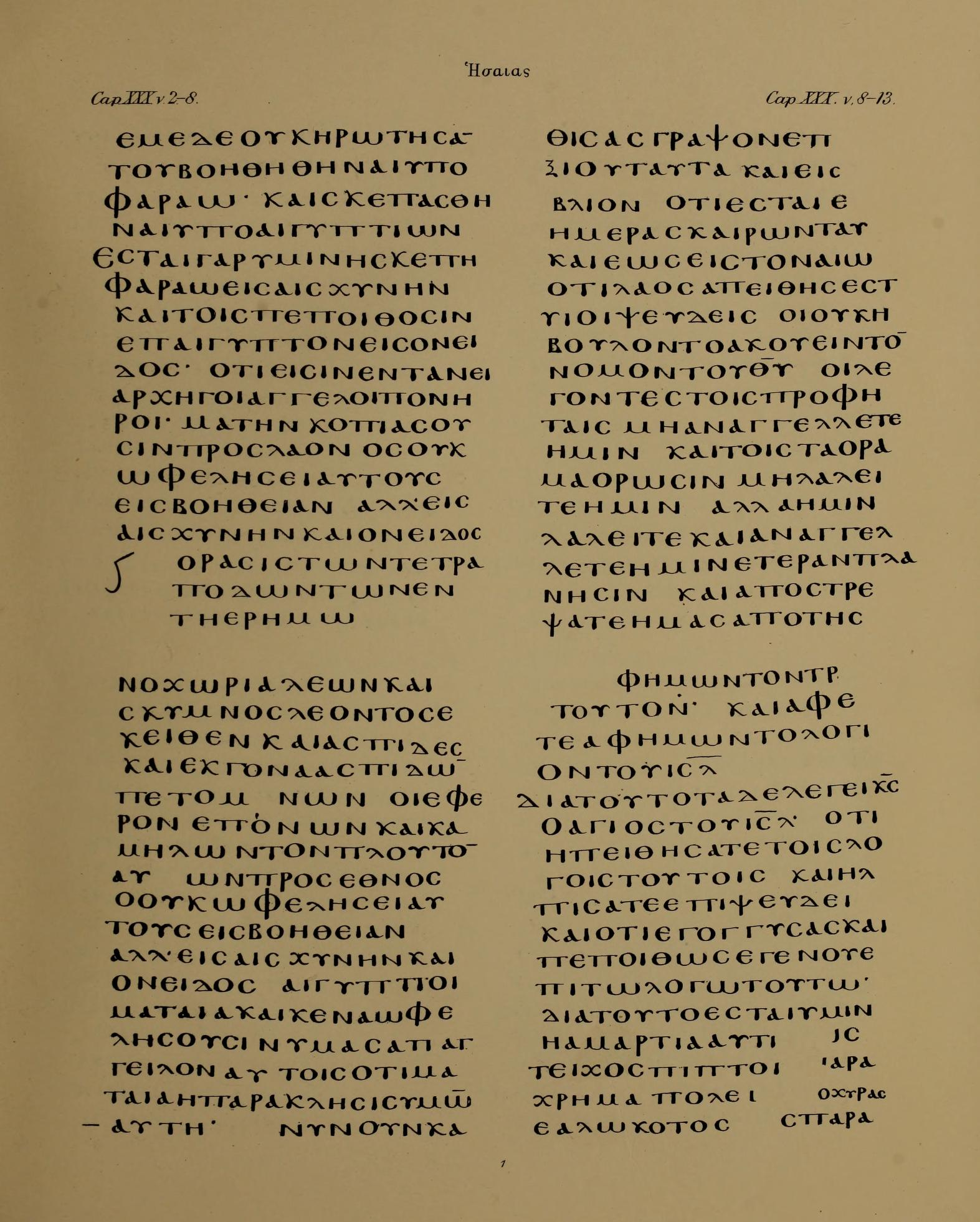
Tekst Iz 30,2-13 – wydanie T.K. Abbotta (1880)

Rękopis został sporządzony w Egipcie. John Barrett, pierwszy wydawca kodeksu, datował go na wiek VI. Za datą tą opowiedziała się większość badaczy z XIX wieku, pomimo iż Thomas Kingsmill Abbott, trzeci wydawca kodeksu, opowiadał się za V wiekiem. Data ta została ustalona na drodze paleograficznego porównania z Kodeksem Aleksandryjskim. Wieku VII nikt nie proponował, ponieważ zgodnie z obowiązującą wtedy teorią Montfaucona przydechy i akcenty wprowadzono w wieku VII, a tych rękopis nie posiada. Ustalenia te zostały zaakceptowane przez następne pokolenia badaczy. Scrivener oraz Gregory datowali kodeks na wiek VI. Obecnie INTF datuje rękopis na VI wiek .
Palimpsest został sporządzony prawdopodobnie w Grecji, przez nadpisanie homilii Grzegorza z Nazjanzu. Przy produkcji nowego rękopisu karty ze starych rękopisów były zginane w pół wraz z jedną nową kartą i układane w quarto . Materiał patrystyczny datowany jest na wiek X lub XI.
Kodeks został odkryty przez Johna Barretta w 1787 roku. Barrett znalazł rękopis, który był przykryty starymi minuskułowymi tekstami. Barrett dokonał pierwszej próby odczytania palimpsestu i wydał go w 1801 roku. Ten sam badacz wydał również faksymile. Po jednej stronie publikacji znajdowało się faksymile, po drugiej transkrypcja tekstu. Faksymile zostało uprzednio przygotowane na miedzianych blachach, przez specjalnego rzemieślnika, który wyrzeźbił podobizny liter. Nie jest ono dokładne, kształty liter są dość dowolne i bardziej symetryczne od oryginalnych. Barrett zostawił puste przestrzenie w miejscach, w których pergamin był uszkodzony bądź niepełny, jednak bez żadnego wyjaśnienia i w rezultacie czytelnik miał wrażenie, że są to partie nie odczytane przez wydawcę, ale skrywające jakiś tekst. Wydanie poprzedzone zostało Prolegomeną, której autor dyskutuje na tematy nie związane z rękopisem. Uczeni nie byli usatysfakcjonowani tym wydaniem. Gregory ocenił po stu latach, że to wydanie było bardzo słabe.
Tregelles, mając na uwadze puste przestrzenie w wydaniu Barretta, postanowił przygotować nowe wydanie, by odczytać pominięte, jak sądził, partie tekstu. Na jego prośbę kodeks został poddany chemicznej obróbce (w 1853 roku). Po chemicznej obróbce pergamin został przebarwiony na żółty kolor, ale nie poprawiło to czytelności palimpsestu . Okazało się, że puste przestrzenie z wydania Barretta to brakujące partie kodeksu, pomimo tego do odczytu Barrett dodał około 200 liter, odczytując również i te lekcje, które dla Barretta były nieczytelne. Tekst odczytany przez Tregellesa wydany został dopiero w 1863 roku . Niemniej Tischendorf wykorzystał odczyt Tregellesa do swego wydania Nowego Testamentu z roku 1859.
W 1880 roku T.K. Abbott, profesor z Dublinu, opublikował nowy odczyt palimpsestu, poprawiając dzieło Tregellesa. Abbott odczytał czterysta dodatkowych liter, których nie zdołał odczytać Tregelles. Abbott dołączył do swego wydania również odczyt nie wydawanej dotychczas Księgi Izajasza.
Na listę rękopisów Nowego Testamentu wciągnął go Tischendorf, nadając mu siglum Z. W 1908 roku Gregory nadał mu siglum 035. Hermann von Soden nadał mu siglum ε 26. Na liście rękopisów Septuaginty oznaczony został przy pomocy siglum O, Alfred Rahlfs nadał mu siglum 918 .
Rękopis jest wykorzystywany w krytycznych wydaniach greckiego Nowego Testamentu. W 27 wydaniu Nestle-Alanda (NA27) zaliczony został do grupy rękopisów cytowanych w pierwszej kolejności. Został wykorzystany w Synopsis Quattuor Evangeliorum Alanda, w którym cytowany jest nie tylko oryginalny tekst 035, ale również tekst poprawek dokonanych przez późniejszych korektorów.
Fragmenty Księgi Izajasza są wykorzystywane w krytycznych wydaniach Septuaginty. Cytuje je Editio altera z 2006 roku.